# صدف‌خوار سیاه‌فام

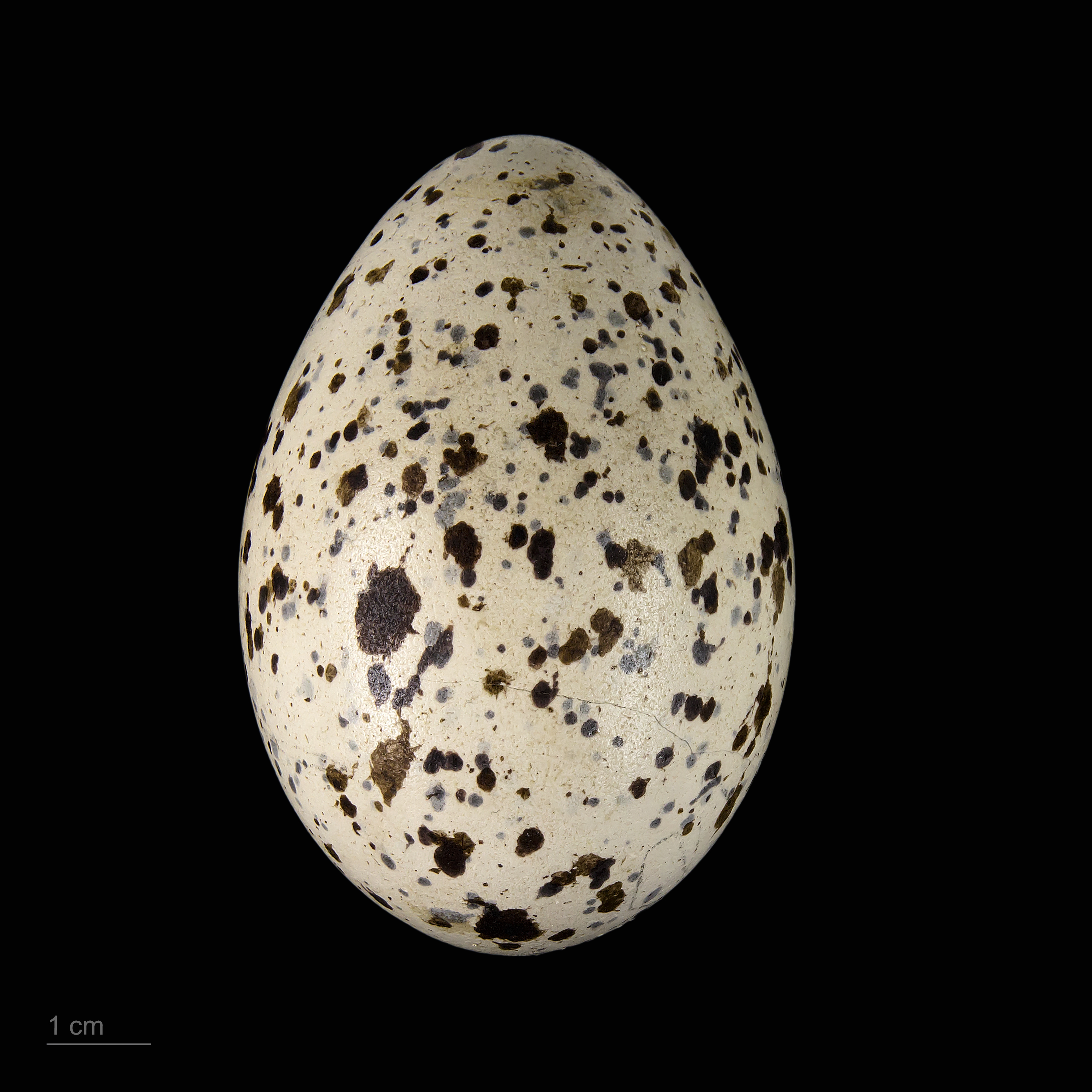
Haematopus ater

صدف‌خوار سیاه‌فام (نام علمی: Haematopus ater) نام یک گونه از سرده صدف‌خوار است.